# 대한민국 민법 제707조
대한민국 민법 제707조는 준용규정에 대한 민법 채권법의 조문이다.

## 조문
제707조(준용규정) 조합업무를 집행하는 조합원에는 제681조 내지 제688조의 규정을 준용한다.

第707條(準用規定) 組合業務를 執行하는 組合員에는 第681條 乃至 第688條의 規定을 準用한다.

## 비교 조문
일본민법 제671조 제644조부터 제650조까지의 규정은 조합의 업무를 집행하는 조합원에 관하여 준용한다.

## 참고 문헌
- 오현수, 일본민법, 진원사, 2014. ISBN 9788963463452
- 오세경, 대법전, 법전출판사, 2014 ISBN 9788926210277
- 이준현, LOGOS 민법 조문판례집, 미래가치, 2015. ISBN 9791155020869

## 같이 보기
- 조합